# アレッシオ・クラーニョ
アレッシオ・クラーニョ (Alessio Cragno, 1994年6月28日 - ) は、イタリア・フィエーゾレ出身のサッカー選手。UCサンプドリア所属。イタリア代表。ポジションはGK。

## 経歴

### クラブ
2012年9月25日、モデナFC戦でプロデビュー。
2014年7月、セリエAのカリアリ・カルチョに4年契約で移籍した。
2016年夏、ベネヴェント・カルチョに買い取りオプション付きの期限付き移籍をした。
2022年6月27日、セリエAに初昇格したACモンツァに買取オプション付きの1年間のレンタル移籍で加入した。
2023年7月15日、USサッスオーロ・カルチョに買取オプション付きのレンタルで移籍した。

### 代表
2018年9月1日、同月に行われるUEFAネーションズリーグ2試合のメンバーとしてイタリア代表に初招集された。
2020年10月7日、スタディオ・アルテミオ・フランキで行われたモルドバとの親善試合で、イタリアが5-0と勝ち越している中、67分からサルヴァトーレ・シリグに代わって出場し代表デビューを果たした。試合はさらにイタリアが1点を追加し、デビュー戦を6-0の勝利で飾った。
2021年5月17日、UEFA EURO 2020の正式メンバー発表前の最後のテストマッチであるサンマリノ戦及び事前合宿に向けた33名（うちGKは4名）のメンバーに選出された。同月28日にサルデーニャ・アレーナで行われたサンマリノ戦では代表では初となる先発で出場し、63分にアレックス・メレトと代わるまで3-0のリードを守り続けた。しかし、30日に新たに発表された28名の暫定メンバーには、GKとしてはジャンルイジ・ドンナルンマ、サルヴァトーレ・シリグ、アレックス・メレトの3名が選出され、そして6月2日に発表された本大会に参加する26名の正式メンバーにも上記の3名が選出され、自身は落選となった。